# Dahyun
Kim Da-hyun (hangul: 김다현; n. 28 mai 1998, Coreea de Sud), cunoscută sub numele Dahyun, este o cântăreață, rapperiță și actriță sud-coreeană. Este membră a grupului de fete din Coreea de Sud Twice, format de JYP Entertainment în 2015.